# 上原賢六
上原 賢六（うえはら けんろく、1924年（大正13年）6月3日 - 1980年（昭和55年）9月14日）は昭和期の作曲家。兄は同じく作曲家の上原げんと。

## 経歴
青森県つがる市出身。東洋音楽学校卒業。1945年（昭和20年）、召集され満州へ出征。シベリア抑留を経験し、帰国後、兄上原げんとのもとで作曲を学ぶ。後に作曲家になる船村徹と知り合い、共にバンドの仕事をするなどして、1953年（昭和28年）テイチクレコードの専属作曲家になる。主に石原裕次郎とコンビを組み、「俺は待ってるぜ」、「錆びたナイフ」、「赤いハンカチ」などを作曲した。1980年（昭和55年）9月14日心臓疾患にて死去。56歳没。墓所は東京都の小平霊園。

## 代表曲
- 『俺は待ってるぜ』（昭和32年3月）［石崎正美作詞、歌：石原裕次郎］
- 『錆びたナイフ』（昭和32年9月）［萩原四朗作詞、歌：石原裕次郎］
- 『風速40米』（昭和33年6月）［友重澄之介作詞、歌：石原裕次郎］
- 『男の友情背番号・3』（昭和34年9月）［大高ひさを作詞、歌：石原裕次郎］
- 『赤いハンカチ』（昭和37年11月）［萩原四郎作詞、歌：石原裕次郎］
- 『夕陽の丘』（昭和38年9月）［萩原四郎作詞、歌：石原裕次郎、浅丘ルリ子］
- 『草笛を吹こうよ』（昭和38年）［門井八郎作詞、歌：浜田光夫、三条江梨子］
- 『あしたの虹』（昭和39年）［門井八郎作詞、歌石原裕次郎］
- 『さすらい花』（昭和43年2月）［萩原四郎作詞、歌：石原裕次郎］